# 唄い屋・BEST Vol.1
『唄い屋・BEST Vol.1』（うたいや・ベスト ヴォリューム・ワン）は、清木場俊介の通算2作目のベスト・アルバム。2014年3月5日発売。

## 解説
前作『清木場俊介 SONGS 2005-2008』より約5年ぶりかつ、レーベル移籍後の初のベストアルバム。初回限定盤（CD+DVD）、通常盤（CD）の2形態でのリリース。
ソロデビュー10周年を記念した作品で、清木場の代表曲から厳選された14曲を収録。収録曲はすべてリアレンジおよび新たにレコーディングした音源で収録されている。アレンジはアコースティック編成となっている。
当初は全13曲とされていたが、8年ぶりにEXILE ATSUSHIと共演した楽曲「羽1/2」が急遽追加されることになったことから全14曲となった。
また、2014年12月10日には本作のスピンオフ作品にあたるリミックスアルバム『唄い屋・REMIXES Vol.1』が配信限定でリリースされた。

## 収録曲

### CD
1. ROLLING MY WAY（6:47）
7thアルバム『FIGHTING MEN』収録曲。
2. Rockin' the Door（4:41）
3rdアルバム『Rockin' the Door』表題曲。
3. なにもできない（5:32）
1stシングル「いつか…」のカップリング曲。
4. いつか…（5:31）
1stシングルで、ソロデビュー曲。
5. 愛のかたち（5:22）
9thシングル。
6. 唄い人（5:27）
1stアルバム『清木場俊介』収録曲。
7. again（4:56）
16thシングル。
8. 最後の夜（6:35）
7thシングル。
9. あのさ〜（4:05）
4thアルバム『FLYING JET』収録曲。ボサノヴァ調になっている[2]。
10. Baby（6:12）
2ndアルバム『IMAGE』収録曲。
11. 今。（5:12）
10thシングル。
12. 忘れないで（6:05）
2ndアルバム『IMAGE』収録曲。
13. そのままで…。（2:58）
清木場が路上ライブ時代に書いた楽曲で、自身初の武道館ライブでも唄われた[2]。映像作品『清木場俊介 LIVE TOUR 2008 "Rock & Soul" 日本武道館』にライブ映像が収録されており、スタジオ音源としては本作で初収録となった。
歌詞は当時のものから描き足されておらず、メロディもそのままとなっている[5]。
14. 羽1/2（5:04） / 清木場俊介 & EXILE ATSUSHI
EXILE ATSUSHIとのコラボ曲で、EXILE時代のセルフカバー曲。急遽追加された楽曲で、発売に先駆けて2月26日に先行配信が開始された[6]。

### DVD（初回限定盤のみ）
MUSIC VIDEO
1. ROLLING MY WAY
2. いつか…
3. 愛のかたち
4. 今。
5. 唄い人
6. そのままで…。